# G.R.N.D.
『G.R.N.D.』（ジーアールエヌディー）は、GARNiDELiAの3枚目のオリジナルアルバム。2018年3月28日にSACRA MUSICから発売された。

## 概要
前作『Violet Cry』から約1年3ヶ月振りにリリースされたオリジナルアルバム。
初回生産限定盤A（Blu-ray）、初回生産限定盤B（DVD）、通常盤の3形態で発売され、特典映像としてAにはMusic Video5曲、Bには2017年10月1日にZepp Tokyoで行われたワンマンライブ「stellacage Asia Tour 2017」のライブ映像6曲を収録している。

## 収録曲
全作詞:MARiA、作曲･編曲:toku
1. G.R.N.D. [3:47]
  - リード曲。日本テレビ系「ウチのガヤがすみません!」3月度エンディングテーマ。
2. SPEED STAR -Album Ver.- [4:19]
  - 6thシングル。アニメ映画『劇場版 魔法科高校の劣等生 星を呼ぶ少女』主題歌。
3. Jesus [3:37]
4. Hysteric Bullet [4:27]
  - 8thシングル収録曲。WEBアニメ『銃娘:ガンガール』テーマソング。[2]
  - 踊っちゃってみた動画6作目。
5. Poppin'Trip -GARNiDELiA vs HEAVYGRINDER- [3:49]
6. アイコトバ [4:22]
  - 8thシングル。 テレビアニメ『アニメガタリズ』オープニングテーマ。
7. 桃源恋歌 [3:50]
  - 踊っちゃってみた動画5作目。
8. 紅葉愛唄 [3:54]
  - ゲーム『王者栄耀』公孫離テーマソング。
  - 踊っちゃってみた動画7作目。
9. Love Swing [3:55]
10. After glow [4:17]
11. Error [5:00]
  - 9thシングル。テレビアニメ『BEATLESS』オープニングテーマ。
12. Désir [4:46]
  - 7thシングル。テレビアニメ『Fate/Apocrypha』第1クールエンディングテーマ。
13. 最後の恋 [5:11]

### 初回限定盤映像A
- 「SPEED STAR」 Music Video
- 「Désir」 Music Video
- 「アイコトバ」Music Video
- 「Error」Music Video
- 「G.R.N.D.」Music Video
- 「G.R.N.D.」bonus footage

### 初回限定盤映像B
- 「Désir」 (stellacage Asia Tour 2017@Zepp Tokyo)
- 「Diamond」 (stellacage Asia Tour 2017@Zepp Tokyo)
- 「桃源恋歌」 (stellacage Asia Tour 2017@Zepp Tokyo)
- 「Hysteric Bullet」 (stellacage Asia Tour 2017@Zepp Tokyo)
- 「ambiguous」 (stellacage Asia Tour 2017@Zepp Tokyo)
- 「極楽浄土」 (stellacage Asia Tour 2017@Zepp Tokyo)

## 演奏
- メイリア：Vocal
- toku
  - Programming (#1-8.10.11.12.13)
  - Keyboards (#1.2.4-13)
  - Synthesizer (#3)
- みっちゃん：Drums (#2.3.12.13)
- セキタヒロシ：Bass (#2.13)
- 梶原健生：Guitar (#2.3.12.13)
- 日俣綾子
  - Violin (#2.11.12.13)
  - Viola (#2)
- 櫻井陸来：Bass (#3.12)
- G.A.Cool：Guitar (#4.7.8)
- KATFYR：Programming (#5)
- HEAVYGRINDER：Vocal, Programming (#5)
- junchi.：Guitar (#6)
- KiRiKo：Erhu (#7.8)
- 永田雄樹：Bass (#9)
- 田中匠郎：Drums (#9)
- 岸本良：Piano (#9)
- 小林洋介：Trumpet (#9)
- たなせゆうや：Trombone (#9)
- 辻本美博：Alto Saxophone, Clarinet (#9)
- 土屋玲子：Violin (#11.12.13)
- 朝川朋之：Harp (#11)